# Zdeněk Fikar
Zdeněk Fikar (* 18. května 1926) je bývalý československý krasobruslař a pozdější trenér. Je držitel titulu mistr sportu.
Byl členem klubů ZMP, ÚDA a ATK. Na ZOH 1948 skončil na 13 místě. Na ME v krasobruslení startoval v letech 1947 - 1954 a nejlépe skončil na čtvrtém místě v roce 1950.
Jako trenér vedl například Milenu Kladrubskou.